# Český Těšín
Český Těšín (en polonès Czeski Cieszyn, en alemany Teschen) és un municipi de la regió de Moràvia-Silèsia, a l'est de Txèquia sobre la frontera polonesa, separada per la seva bessona polonesa de Cieszyn pel riu Olše (Olza en polonès).